# Parlamento de Montenegro
El Parlamento de Montenegro (montenegrino: Skupština Crne Gore, Скупштина Црне Горе) es el órgano unicameral que ostenta el poder legislativo de Montenegro. 
Tras el referéndum de independencia de 2006, el Parlamento declaró y ratificó la independencia de Montenegro el 3 de junio de 2006.

## Historia
El Parlamento de Montenegro se estableció por primera vez gracias a la Constitución del Principado de Montenegro de 1905 bajo el nombre de Asamblea Popular (Narodna skupština), con una función legislativa limitada por la autoridad del Knjaz (Príncipe). La primera convocatoria del Parlamento tuvo lugar en 1906. Tras la anexión del Reino de Montenegro al Reino de Yugoslavia en 1918, el Parlamento de Montenegro se disolvió hasta la Segunda Guerra Mundial.
El Parlamento se restableció en 1944, en la forma de la Asamblea Antifascista Montenegrina de Liberación (CASNO), que cambió su nombre a Asamblea Nacional Montenegrina y posteriormente a Asamblea Nacional, hasta 1946, cuando se eligió una nueva asamblea para la República Socialista de Montenegro dentro de la República Federativa Socialista de Yugoslavia.

## Sistema electoral
Los 81 escaños del Parlamento de Montenegro se eligen en una sola circunscripción nacional utilizando una representación proporcional de lista cerrada. Los asientos se asignan utilizando el método d'Hondt con un umbral electoral del 3%. Sin embargo, los grupos minoritarios que representan al menos el 15% de la población en un distrito reciben una exención que reduce el umbral electoral al 0.7%. Se otorga una exención por separado a los croatas por la cual si ninguna lista que representa a la población supera el umbral del 0,7%, la lista con más votos ganará un escaño si recibe más del 0,35% de los votos.

## Atribuciones
El Parlamento nombra al Primer Ministro de Montenegro designado por el Presidente de Montenegro, así como a los ministros elegidos por el primero.  El Parlamento también aprueba todas las leyes del país, ratifica los tratados internacionales, nombra a los jueces de todos los tribunales, aprueba el presupuesto y desempeña otras funciones establecidas por la Constitución.
El Parlamento puede aprobar un voto de censura en el Gobierno con la mayoría de los miembros.

## Partidos y coaliciones
Desde abril de 2022, la mayoría gobernante está formada por SNP, CnB, BS y SDP-LP.
| Grupo parlamentario                         | Escaños | Partidos                                      | Escaños |
| ------------------------------------------- | ------- | --------------------------------------------- | ------- |
| Partido de los Socialistas Democráticos     | 30      | Partido de los Socialistas Democráticos (DPS) | 30      |
| Frente Democrático (DF)                     | 15      |                                               |         |
| Frente Democrático (DF)                     | 15      | Nueva Democracia Serbia (NOVA)                | 9       |
| Frente Democrático (DF)                     | 15      | Partido Demócrata Popular (DNP)               | 5       |
| Frente Democrático (DF)                     | 15      | Partido Laborista (RP)                        | 1       |
| Paz es Nuestra Nación (MNN)                 | 10      |                                               |         |
| Paz es Nuestra Nación (MNN)                 | 10      | Montenegro Democrático (DCG)                  | 9       |
| Paz es Nuestra Nación (MNN)                 | 10      | DEMOS                                         | 1       |
| Partido Socialista Popular (SNP)            | 5       | Partido Socialista Popular (SNP)              | 5       |
| Movimiento por el Cambio (PZP)              | 5       | Movimiento por el Cambio (PZP)                | 5       |
| En Negro y Blanco (CnB)                     | 4       |                                               |         |
| En Negro y Blanco (CnB)                     | 4       | Acción Reformista Unida (URA)                 | 3       |
| En Negro y Blanco (CnB)                     | 4       | Civis                                         | 1       |
| Partido Bosníaco (BS)                       | 3       | Partido Bosníaco (BS)                         | 3       |
| Socialdemócratas de Montenegro (SD)         | 3       | Socialdemócratas de Montenegro (SD)           | 3       |
| Partido Socialdemócrata de Montenegro (PSM) | 3       | Partido Socialdemócrata de Montenegro (PSM)   | 3       |
| Partido Bosníaco (BS)                       | 3       |                                               |         |
| Minoría Albanesa                            | 2       |                                               |         |
| Minoría Albanesa                            | 2       | Nueva Fuerza Democrática (FRD)                | 1       |
| Minoría Albanesa                            | 2       | Unión Democrática de Albaneses (UDSH)         | 1       |
| Auténtico Montenegro (PCG)                  | 1       | Auténtico Montenegro (PCG)                    | 1       |
| Montenegro Unido (UCG)                      | 1       | Montenegro Unido (UCG)                        | 1       |